# لا خارا (کلرادو)
لا خارا (به انگلیسی: La Jara) شهری در ایالت کلرادو کشور ایالات متحده آمریکا است که جمعیت آن در سرشماری سال ۲۰۱۰ میلادی، ۸۱۸ نفر بوده‌است.